# السباح (الصومعة)

تعديل مصدري - تعديل

السباح هي إحدى قرى عزلة عوين بمديرية الصومعة التابعة لمحافظة البيضاء، بلغ تعداد سكانها 250 نسمة حسب تعداد اليمن لعام 2004.